# Tencent Seafront Towers
Die Tencent Seafront Towers (auch Tencent Binhai Mansion) sind ein aus zwei Zwillingstürmen bestehender Gebäudekomplex in Nanshan, Shenzhen. Der Baubeginn fand im Jahr 2012 statt. Im Februar 2015 standen die Grundgerüste, die bis zur Jahresmitte 2017 komplett ausgebaut waren. Das Gebäude ist im Besitz von Tencent, einem der größten Technologie- und Telekommunikationsunternehmen Chinas. Auf drei Etagen sind die beiden Türme miteinander verbunden.